# Kirill Good
Kirill Good (russisch Кирилл Гуд, auch übersetzt mit Cyril Hood, bürgerlich belarussisch Кірыл Андрэевіч Ермакоў Kiryl Andrejewitsch Jermakou, russisch Кирилл Андреевич Ермаков Kirill Andrejewitsch Jermakow; * 9. Juli 1996 in Minsk) ist ein belarussischer Musiker, Fernsehseriendarsteller und Fernsehmoderator. Er ist sowohl als Sänger als auch als Songwriter und Produzent tätig.

## Leben
Kiryl Jermakou absolvierte in Minsk seine schulische Ausbildung zunächst an der städtischen Mittelschule und eine Violinausbildung an der Kindermusikschule Nr. 17. Später absolvierte er eine Ausbildung am Institut für Zeitgenössisches Wissen „A. M. Schirokow“ (belarussisch Інстытут сучасных ведаў імя А. М. Шырокава Instytut sutschasnych wedau imja A. M. Schyrokawa; russisch Институт современных знаний имени А. М. Широкова Institut sowremennych snani imeni A. M. Schirokowa).
Er trat erstmals als fünfjähriges Kind im Fernsehen auf. Aufgrund der Diagnose von Morbus Perthes, bei der ärztlicherseits von einer chirurgischen Behandlung Abstand genommen wurde, war er mehrere Jahre an das Bett gebunden. Inspiriert von Wolha Sazjuks (belaruss. Вольга Сацюк) Auftritt beim Junior Eurovision Song Contest 2003 mit ihrem Song Tanzuj, wuchs sein Wunsch, selbst einmal am Eurovision Song Contest teilzunehmen. Noch während seiner Erkrankung begann er zu komponieren und bewarb sich. Nach der Genesung musste er wieder laufen lernen und konnte wieder mit Gleichaltrigen kommunizieren. 2007 hatte er bereits neun eigene Songs geschrieben, am Wettbewerb „Как зажигаются звезды“ (Wie die Sterne leuchten) teilgenommen und die Wettbewerbe „Белая Русь“ und „Звездопад“ gewonnen.
2007, 2008 und 2009 nahm er am Vorentscheid für den belarussischen Beitrag zum Junior Eurovision Song Contest teil, gewann dabei aber nie. Dabei nahm er 2009 mit dem belarussischen Musiker Raman Wolasneu (belaruss. Раман Волазнеў) als Duo unter dem Namen РоКи und dem Titel „Только вперед!“ teil.
Zweimal nahm er dann am Eurofest, dem belarussischen Vorentscheid für den Eurovision Song Contest, teil. 2016 trat er als 19-Jähriger mit dem Lied Running to the Sun an, 2018 versuchte er es mit Déjà vu. Beide Male konnte er auch hier die Vorentscheidung nicht gewinnen.
Kirill Good produziert für einige russischsprachige Musiker Beats, u. a. für Doni und Bageerov. Zusammen mit Alexander Minjonok (russ. Александр Мінёнок) komponierte er den Song „Musyka moich pobed“ (Музыка моих побед), mit dem Minjonok Platz 7 beim Junior Eurovision Song Contest 2016 erreichte. Zudem war er Co-Autor der Tracks 1, 4, 6, 7 und 9 des am 5. Dezember 2017 beim Label Make It Music erschienenen Albums „К солнцу“, dem vierzehnten Studioalbum der Sängerin Walerija (Alla Perfilowa; russ. Алла Перфилова), der Frau seines Produzenten Iossif Prigoschin (russ. Иосиф Пригожин).
Zusammen mit seiner Kollegin Wolha Sazjuk moderierte er ab 2015 wöchentlich die gemeinsame Hitparaden-Sendung „Сто песень для Беларусі“ (Hundert Lieder für Belarus) beim Fernsehsender Belarus 3 der Belaruskaja Tele-Radio Campanija. Zudem war er auch in den Fernsehformaten „Академия талантов“ (Talentakademie) und „Голос“ (Stimme) aktiv.
Mittlerweile lebt und arbeitet er in Moskau.

## Filmografie
- 2011: Prikoly na peremenke. Nowaja schkola. (Fernsehserie; O: Приколы на переменке. Новая школа; engl. As the Bell Rings)
- 2012: Safrontowyje raswedtschiki (TV-Doku-Serie; O: Зафронтовые разведчики; 2013 wurde die Produzentin Anastassija Schipulina für den 3. Preis in der Kategorie „Fernseh- und Radioprogramme“ des FSB-Preises (russ. Премия ФСБ России) nominiert)